# Lasioedma
Lasioedma là một chi bướm đêm thuộc họ Geometridae.